# Mèze
Mèze este o comună în departamentul Hérault din sudul Franței. În 2009 avea o populație de 10.749 de locuitori.

## Evoluția populației
| An        | 1975  | 1982  | 1990  | 1999  | 2006  | 2009   |
| --------- | ----- | ----- | ----- | ----- | ----- | ------ |
| Populație | 5.508 | 5.742 | 6.502 | 7.630 | 9.998 | 10.749 |